# مسجد میدان بناب (مسجد گزاوش)

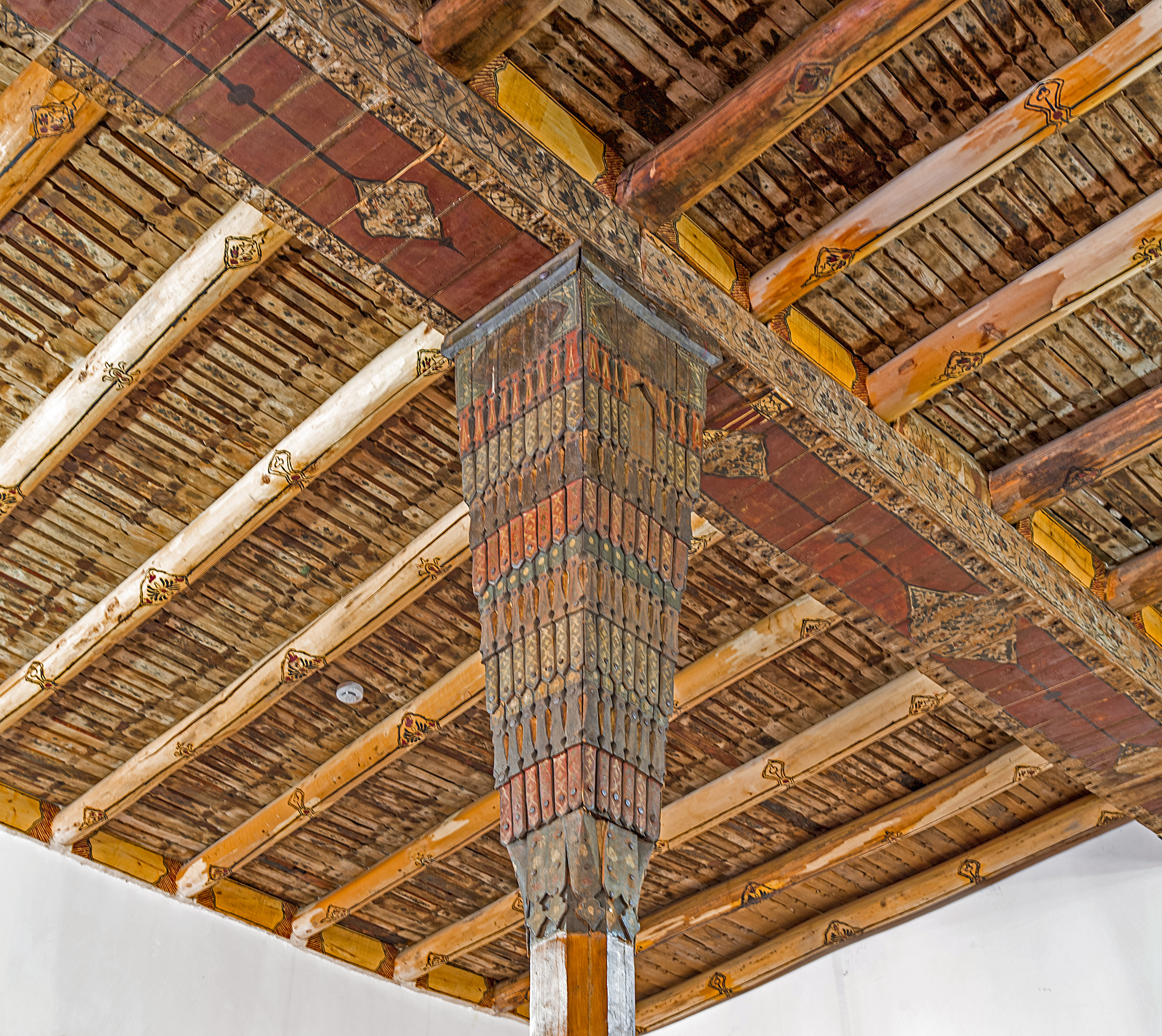
سرستون زیبای مسجد میدان بناب

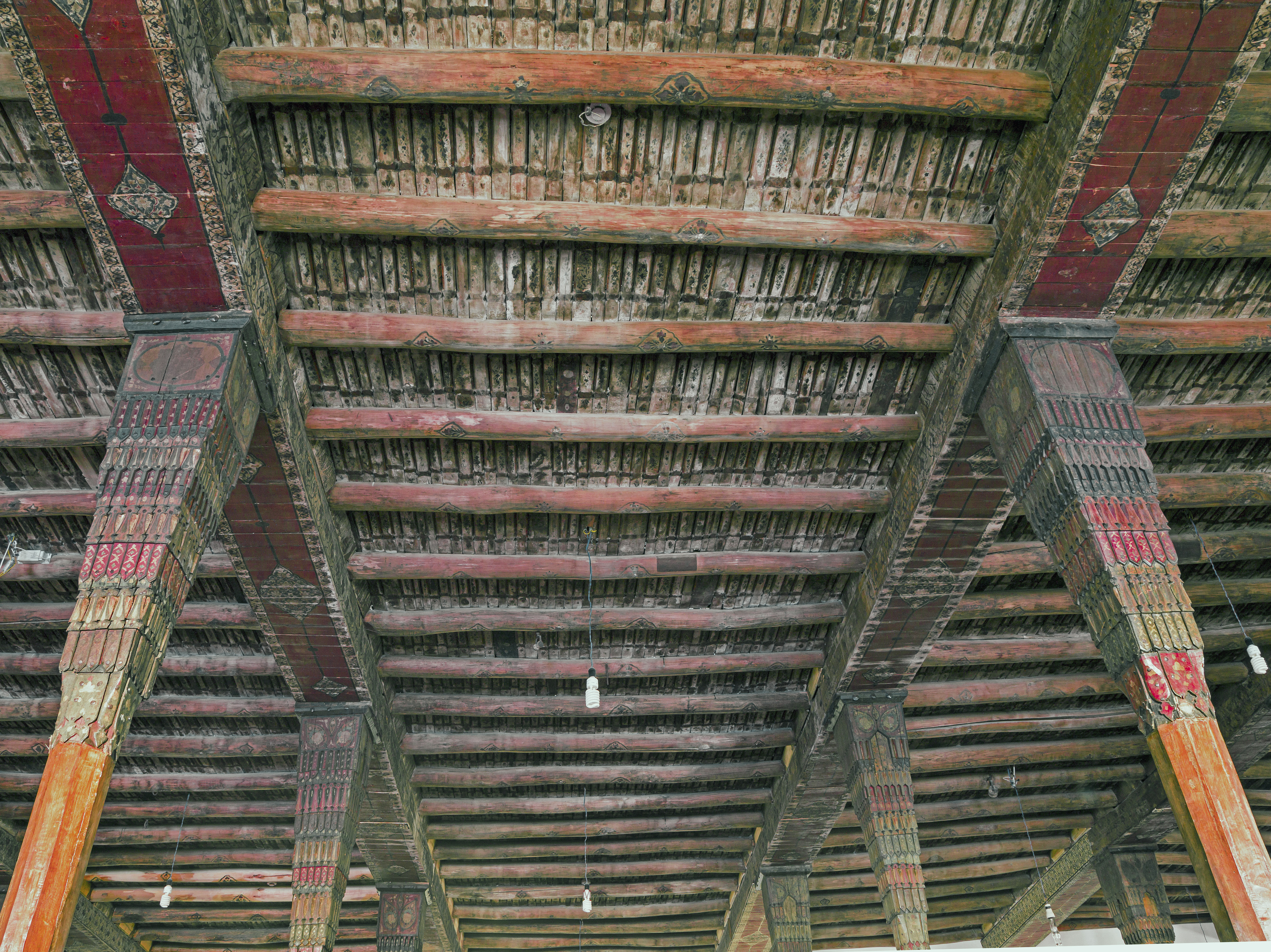
سقف و سرستون های زیبای مسجد میدان بناب

مسجد میدان بناب (مسجد گزاوش) مربوط به دوره صفوی است و در بناب، جنوب غربی میدان اصلی واقع شده و این اثر در تاریخ ۲۸ مرداد ۱۳۴۸ با شمارهٔ ثبت ۸۷۹ به‌عنوان یکی از آثار ملی ایران به ثبت رسیده است.